# Place Carrée
Place Carrée je náměstí v Paříži v 1. obvodu. Nachází se v podzemní části nákupního centra Forum des Halles pod Jardin Nelson-Mandela. Z náměstí je výstup směrem k Pont Neuf a Saint-Eustache. Na náměstí je vstup do Centre d'animation Les Halles – Le Marais a École supérieure d'art dramatique de Paris.

## Historie
Náměstí vzniklo v rámci výstavby západního sektoru Forum des Halles a bylo pojmenováno podle svého tvaru (carré = čtvercový) městskou vyhláškou z 26. srpna 1985.